# Bernardo Caboga
Bernardo Caboga (in croato Brno Kabužić) (Ragusa di Dalmazia, 6 febbraio 1785 – Vienna, 19 novembre 1855) è stato un militare dalmata, che nel 1814, quando Ragusa fu incorporata all'Austria, ottenne la dignità di Conte dell'Impero Austriaco.

## Biografia
Educato nell'Accademia del Genio a Vienna, partecipò alla campagna d'Italia del 1805, che gli permise di ottenere nel 1806 il grado di direttore del Genio a Lemberg (Leopoli). Tenente capitano nel 1807, condusse a termine opere d'importanza strategica a Lublino e Salisburgo. Nel 1808 ebbe il titolo di Ciambellano. Dopo la ritirata della Baviera nella campagna del 1809, partecipò anche alla battaglia di San Michele e di Raab. Nell'Holstein prese poi parte alla battaglia di Seestadt. Fu anche decorato dell'Ordine Svedese della Spada. Dopo la pace di Parigi visitò l'Olanda, l'Inghilterra e la Francia, facendo sosta a Ragusa, prima di essere promosso al grado di Direttore distrettuale del Genio a Zara. Nel 1819 a Venezia, marciò verso Napoli, diresse l'attacco di Pescara, per essere prescelto a direttore del Genio per la Sicilia nel corpo di Walmoden. Nel 1824, nominato Maggiore, accompagnò il Principe d'Assia-Omburg, quale aiutante da campo russo durante la campagna tra Russi e Turchi, ed in tale circostanza visitò le fortezze russe meridionali.
Da Pietroburgo nel 1829 tornò a Vienna e quindi a Venezia, e nel 1830, nominato Tenente Colonnello e Comandante del corpo dei minatori, fu spedito in Galizia, da cui nel 1831 e 1832 prese molta parte nel sedare l'insurrezione polacca. Colonnello nel 1832, passò nel 1833 alla direzione generale del Genio, e nel 1835 fu nominato Direttore delle fortificazioni della Boemia. Nel 1836, scelto come aiutante dei figli dell'arciduca Francesco d'Este, si recò a Modena, dove fu insignito dell'onorificenza di Maggiordomo dei giovani arciduchi e di consigliere di Stato. Fu, inoltre, nominato consigliere dell'imperatore Francesco e generale maggiore (1838). Tornato a Vienna nel 1839, fu fatto nel 1846 Tenente Maresciallo, Direttore generale del Genio nel 1849, e nel 1854 Generale d'artiglieria.